# Harald Heppner
Harald Heppner (* 23. Juni 1950 in Graz) ist ein österreichischer Historiker. Er war zwischen 2011 und 2015 Leiter des Instituts für Geschichte der Universität Graz.

## Ausbildung
Heppner besuchte die Volksschule sowie das Gymnasium in Graz und leistete zwischen 1968 und 1969 den Präsenzdienst beim Österreichischen Bundesheer ab. Er begann 1969 ein Studium der Geschichtswissenschaften sowie der Russischen Sprache an der Karl-Franzens-Universität Graz und promovierte im Jahr 1975 zum Doktor der Philosophie. 1983 verfasste er seine Habilitationsschrift für den Bereich der Südosteuropäischen Geschichte.

## Wissenschaftliche Karriere
Heppner arbeitete während seines Studiums ab 1971 als wissenschaftliche Hilfskraft am Historischen Institut der Universität Graz mit. Nach seiner Promotion 1975 wurde er Assistent am Institut für Geschichte und absolvierte Forschungsaufenthalte 1978  in Bukarest, 1980 in Moskau, 1985 in Sofia und 1992 in Paris. Er wurde 1997 zum außerordentlichen Professor ernannt, wobei seine Schwerpunkte im Bereich der Südosteuropäischen Geschichte auf den zentraleuropäischen Beziehungen, auf der Geschichte des Donau-Karpatenraumes und auf das lange 18. Jahrhundert liegen.
Heppner war von 1994 bis 2001 Obmann der Österreichischen Gesellschaft zur Erforschung des 18. Jahrhunderts. Für die Periode 2001 bis 2012 übernahm er den Vorsitz der Südostdeutschen Historischen Kommission (ab 2005 Kommission für Geschichte und Kultur der Deutschen in Südosteuropa) und wurde 2006 zum Vorsitzenden des Militärhistorischen Beirats der Wissenschaftskommission beim Bundesministerium für Landesverteidigung bestellt (bis 2017). 2008 übernahm er die Funktion des Vizepräsidenten der Österreichischen Gesellschaft zur Erforschung des 18. Jahrhunderts. 2010 ist er in die Historische Landeskommission des Landes Steiermark aufgenommen worden. 2014 übernahm er den Vorsitz der Kommission für Südosteuropäische Geschichte in der Stiftung Pro Oriente (Wien).
Seit 2016 hat er die Funktion des Obmannes der Gesellschaft zur Erforschung des 18. Jh. im südöstlichen Europa inne, die an der Karl-Franzens-Universität gegründet worden ist (www.sog18.org).

## Privates
Heppner ist verheiratet und Vater zweier erwachsener Söhne. Seit 1994 ist er Mitglied des Rotary Club Graz. Im rotarischen Jahr 2002/03 hatte er die Präsidentschaft inne. Darüber hinaus ist er mehrfacher Paul Harris Fellow und Autor von Werken zur Geschichte von Rotary in Österreich.

## Auszeichnungen
- Ehrendoktor der Universität Timişoara (2001)
- Ehrendoktor der Universität Cluj-Napoca (2007)
- Ehrendoktor der Universität Sofia (2015)

## Werke (Auswahl)
Als Autor:
- Das Rußlandbild in der öffentlichen Meinung Österreichs 1848–1856. Graz 1975.
- Österreich und die Donaufürstentümer 1774–1812. Ein Beitrag zur habsburgischen Südosteuropapolitik. Graz 1985.
- Alltag am Balkan. 14. bis 16. Jahrhundert. Ein Bibliographischer Versuch. Krems 1989.
- Reisen und Geschichte verstehen. Leitfaden für eine neue Weltsicht. Wien 2007.
- 90 Jahre Rotary Club Graz. Drei Generationen im Einsatz für die Gemeinschaft. 2017
- Rotary in Österreich. 40 Jahre Distrikt 1910. 2020

Als Herausgeber:
- Hauptstädte in Südosteuropa. Geschichte, Funktion, nationale Symbolkraft. Wien 1994.
- Der Weg führt über Österreich … Zur Geschichte des Verkehrs- und Nachrichtenwesens von und nach Südosteuropa (18. Jahrhundert bis zur Gegenwart). Wien/Köln/Weimar 1996.
- Hauptstädte zwischen Save, Bosporus und Dnjepr. Geschichte,  Funktion, nationale Symbolkraft. Wien 1998.
- mit Olga Katsiardi-Hering: Die Griechen und Europa. Außen- und Innensichten im Wandel der Zeit. Wien 1998.
- Czernowitz. Die Geschichte einer ungewöhnlichen Stadt. Köln/Wien 2000.
- Slowenen und Deutsche im gemeinsamen Raum. Neue Forschungen zu einem komplexen Thema. München 2002.
- mit Peter Švorc und Michal Danilák: Vel’ka politika a malé regióny. Prešov/Graz 2002.
- mit Roumiana Preshlenova: Öffentlichkeit ohne Tradition. Bulgariens Aufbruch in die Moderne. Frankfurt am Main 2003.
- mit Alois Kernbauer und Nikolaus Reisinger: In der Vergangenheit viel Neues. Spuren aus dem 18. Jahrhundert ins Heute. Wien 2004.
- mit Wolfgang Schmale: Festung und Innovation. Jahrbuch der Österreichischen Gesellschaft zur Erforschung des 18. Jahrhunderts. Bochum 2005.
- mit Nikolaus Reisinger: Steiermark. Wandel einer Landschaft im langen 18. Jahrhundert. Wien 2006.
- mit Mathias Beer, Gerhard Seewann und Stefan Sienerth: Danubiana Carpathica (= Jahrbuch für Geschichte und Kultur in den deutschen Siedlungsgebieten Südosteuropas. Bd. 1). München 2007.
- mit Zsuzsa Barbarics-Hermanik: Türkenangst und Festungsbau. Wirklichkeit und Mythos. Frankfurt am Main/Wien 2009.
- Das Dorf im Kopf. Erinnerungen aus dem rumänischen Banat. München 2009.
- mit Peter Urbanitsch und Renate Zedinger: Social Change in the Habsburg Monarchy. Bochum 2011.
- mit Elmar Schübl: Universitäten in Zeiten des Umbruchs. Wien/Berlin 2011.
- mit Eva Posch: Encounters in Europe’s Southeast. The Habsburg Empire and the Orthodox World in the Eighteenth and Nineteenth Centuries. Bochum 2012.
- mit Peter Švorc: Vel'ka doba v Malom priestore. Zlomové zmeny v mestách stredoeurópsko priestoru a ich dosledky (1918–1929)/Große Zeit im kleinen Raum. Umbrüche in den Städten des mitteleuropäischen Raumes und deren Wirkungen. Prešov 2012.
- mit René Kegelmann und Stefan Sienerth: Dorf und Literatur (= Danubiana Carpatica. Bd. V). München 2012.
- mit Harald Gröller: Die Pariser Vororte-Verträge im Spiegel der Öffentlichkeit. Wien/Berlin 2013.
- mit Christian Promitzer und Siegfried Gruber: Southeast European Studies in a Globalizing World. Zürich/Münster 2014.
- Danubiana Carpathica. Bd. 8: Themenschwerpunkt Die Erschließung der Karpaten. München 2015.
- mit Rudolf Gräf, Nicolae Bocşan und Daniela Mârza: Looking towards the Center. Society and History in Europe. Cluj 2014.
- Der verhängnisvolle Irrtum. Zur Analyse von Fehlleistungen in politisch-militärischen Kontexten. Berlin 2014.
- mit Florian Bieber: Universities and Elite Formation in Central, Eastern and South Eastern Europe. Münster/Wien 2015.
- mit Mira Miladinovic Zalaznik: Provinz als Denk- und Lebensform. Der Donau-Karpatenraum im langen 19. Jahrhundert. Bern/Frankfurt 2015.
- Siebenbürgen und der Erste Weltkrieg (Sammelband). Wien/Köln/Weimar 2015.
- mit Ioan Bolovan u. a.: World War I. The other face of the war. Cluj 2016.
- mit Renate Zedinger und Marlies Raffler: Habsburger unterwegs. Von barockem Pomp zur smarten Businesstour. Graz 2017.
- mit Nicole Goll und Georg Hoffmann: Der globale Krieg. Visionen und ihre Umsetzung. Wien-Münster 2017.
- mit Bettina Habsburg-Lothringen: Wir und Passarowitz. 300 Jahre Auswirkungen auf Europa (Katalog). Graz 2018.
- Attraktionen und Irritationen. Europa und sein Südosten im langen 19. Jahrhundert. Berlin 2019.
- mit Sabine Jesner: Die Personalfrage in neuen Provinzen. Das Banat im regionalen Vergleich. Stuttgart 2020.
- mit Goran Vasin und Nenad Ninkovic: The Habsburg state-wide and the regions in the Southern Danube basin (16th-20th c.). Wien 2020.